# Хохлов Костянтин Павлович
Костянти́н Па́влович Хохло́в (рос. Константи́н Па́влович Хохло́в; 1 листопада 1885, Москва — 1 січня 1956, Санкт-Петербург) — радянський актор і режисер, заслужений діяч мистецтв, Народний артист УРСР (23.11.1939), Народний артист СРСР (1944).

## З життєпису
у 1938—1954 роках — художній керівник Київського російського драматичного театру імені Лесі Українки, у якому серед інших поставив п'єси: «Камінний Господар» Лесі Українки, «Пігмаліон» Бернарда Шоу; у Київському театрі імені Івана Франка — «Вишневий сад» Антона Чехова. Викладав у Київському Державному Інституті Театрального Мистецтва імені Івана Карпенка-Карого.